# Коллаццоне
Коллаццоне (італ. Collazzone) — муніципалітет в Італії, у регіоні Умбрія,  провінція Перуджа.
Коллаццоне розташоване на відстані близько 115 км на північ від Рима, 24 км на південь від Перуджі.
Населення — 3452 особи (2014).
Щорічний фестиваль відбувається 10 серпня. Покровитель — святий мученик Лаврентій.

## Демографія
Населення за роками:

Станом на 1 січня 2023 року в муніципалітеті офіційно проживало 357 іноземців з 32 країн, серед них 102 громадяни країн Євросоюзу та 5 громадян України.

## Сусідні муніципалітети
- Беттона
- Дерута
- Фратта-Тодіна
- Гуальдо-Каттанео
- Маршіано
- Тоді